# Oscar von Sydow
Oscar Fredrik von Sydow (12 tháng 7 năm 1873 – 19 tháng 8 năm 1936) là chính trị gia người Thụy Điển giữ chức Thủ tướng Thụy Điển từ 23 tháng 2 đến 13 tháng 10 năm 1921.